# أوتيس جونسون (عازف جاز)
أوتيس جونسون (بالإنجليزية: Otis Johnson)‏ هو عازف جاز أمريكي، ولد في 1910، وتوفي في 1994.

## وصلات خارجية
- أوتيس جونسون على موقع ميوزك برينز (الإنجليزية)
- أوتيس جونسون على موقع ديسكوغز (الإنجليزية)